# Miley Cyrus & Her Dead Petz
Miley Cyrus & Her Dead Petz —en español: Miley Cyrus y Sus Mascotas Muertas — es el quinto álbum de estudio, y primer independiente, de la cantante y compositora estadounidense Miley Cyrus; fue anunciado como descarga digital gratis el 30 de agosto de 2015, después de los MTV Video Music Awards 2015 en los cuales fue anfitriona. El álbum es una colaboración entre Cyrus y la banda estadounidense de rock psicodélico, The Flaming Lips, con la que Cyrus ya ha colaborado en el pasado y tiene una amistad públicamente documentada con el líder de la banda, Wayne Coyne. Se trata de un proyecto apartado del trabajo de la cantante con su discográfica RCA Records, dando lugar a que fuese lanzado de forma independiente por la compañía discográfica "Smiley Miley", un sello fundado específicamente para este lanzamiento.
Cyrus trabajo como productora ejecutiva del proyecto. Así, colaboró con los productores Mike Will Made It y Oren Yoel, con quienes colaboró en su trabajo anterior Bangerz (2013), y la banda de rock psicodélico The Flaming Lips. Cuenta con las colaboraciones especiales de Big Sean, que anteriormente apareció en Bangerz, Sarah Barthel de Phantogram y Ariel Pink. El estilo del nuevo trabajo de la cantante ha sido catalogado como experimental y neopsicodelia (derivado del rock psicodélico), un registro en el que Cyrus había estado involucrándose durante los últimos meses a raíz de sus colaboraciones con la banda liderada por Wayne Coyne. Miley Cyrus & Her Dead Petz explora temas relacionados con el dolor, la muerte o el amor, que en su mayoría hacen referencia a la pérdida de su perrito Floyd y en relaciones amorosas fallidas del pasado de la cantante, siendo así uno de los discos más personales que haya lanzado. El álbum está influenciado por diferentes estilos completamente distintos a lo que había hecho en su anterior trabajo discográfico, dando lugar a géneros musicales como la música experimental, neopsicodelia y el rock psicodélico, aunque con un toque pop de Cyrus en las letras.
Como promoción visual del disco, se publicaron tres videos musicales. El primero de estos, corresponde a la canción «Dooo It!», que fue interpretada por sorpresa durante el cierre de la ceremonia de premios de los MTV Video Music Awards de agosto de 2015 que la propia Cyrus presentaba. Acompañada de 30 Drag Queens y de Flaming Lips, Cyrus anunció el lanzamiento de este nuevo disco al finalizar la controvertida actuación. El vídeo musical fue publicado pocos minutos después mediante el canal de Cyrus en Youtube. El segundo video musical fue lanzado en noviembre de ese mismo año, siendo la canción «Lighter» la escogida. El sencillo vídeo musical muestra a Cyrus mientras interpreta el tema y se proyectan imágenes sobre ella. El tercer y último video musical fue para la canción «BB Talk» publicado en diciembre de 2015. Asimismo, Cyrus junto con Flaming Lips iniciaron una mini-gira homónima en noviembre de 2015, actuando hasta diciembre de ese mismo año por teatros y salas de conciertos de Norteamérica.
El álbum ha obtenido 17 millones de reproducciones en SoundCloud durante los tres primeros días desde su lanzamiento gratuito, tras un primer día donde la página web estuvo colapsada. Pasada una semana, las reproducciones aumentaron hasta las 30 millones de reproducciones. En el mes, obtuvo en total 50 millones de reproducciones. Ya en febrero de 2016 el álbum ya contó con más de 153 millones de reproducciones en SoundCloud, convirtiéndose en el álbum no comercializado más exitoso de la historia.
La madrugada del 10 de abril de 2017 el álbum fue publicado en las plataformas digitales de Spotify y Apple Music. De igual manera, se puso a la venta en iTunes.

## Antecedentes y producción
| «En mi último disco, todo lo que hicimos fue con ayuda de computadoras, pero [The Flaming Lips] son músicos reales —Ellos pueden cambiar las claves por puro capricho. Yo nunca he visto nada igual. Ellos me han llevado en este viaje que es mayor que cualquier cosa en la que he estado. Es muy profundo». —Fragmento de las declaraciones realizados por Miley Cyrus describiendo la transición artística que experimentó durante la producción del álbum. |

En octubre de 2013, poco antes de que se lanzase su cuarto álbum de estudio Bangerz, Cyrus anunció que había comenzado a trabajar en un nuevo proyecto. Ella sintió que tenía que hacer algo diferente: «Estoy en un momento distinto a como estaba cuando terminé [Bangerz]», se había vuelto tan indiferente de su vida diaria a causa de su trabajo que necesitaba «algo para trabajar». Poco después, Cyrus estableció una amistad con Wayne Coyne y su banda The Flaming Lips; quienes se unieron a la gira mundial de Cyrus, Bangerz Tour en 2014, además ambos trabajaron en los covers de «Lucy in the Sky with Diamonds» y «A Day in the Life» de The Beatles para el decimocuarto álbum de estudio de la banda, With a Little Help from My Fwends (2014). Fascinada por su instrumentación en vivo y su contraste de los elementos computarizados incorporados a lo largo de Bangerz, Cyrus comenzó a trabajar en material coescrito con The Flaming Lips para su entonces nuevo álbum de estudio en mayo de 2014. Ella espera completar el álbum después de la conclusión de la gira a finales de ese año.
El productor Mike Will Made It, que en gran medida colaboró con Cyrus en Bangerz, dio a entender que se había asociado nuevamente con ella en un proyecto en julio de 2014. En diciembre, comentó que hasta el momento habían colaborado en seis pistas sin terminar para su álbum. Ese año, Cyrus rompió relaciones creativas con el productor Dr. Luke en la búsqueda de una «dirección diferente musicalmente», mientras que la cantante punk rock Kathleen Hanna se ofreció a ayudarla en la creación de una canción que «solamente [Cyrus] se atreve a hacer». Gran parte de este álbum va fuertemente influenciado por el dolor que supuso la muerte de Floyd, la mascota de la cantante. Este álbum con Flaming Lips supone una nueva experiencia de superación de la pérdida, según la cantante «Floyd y yo siempre escuchábamos los Flaming Lips (...) Así que ahora cuando escucho esa música, estoy sintiendo totalmente la presencia de él, que sigue estando aquí, ¿sabes?».

## Desarrollo

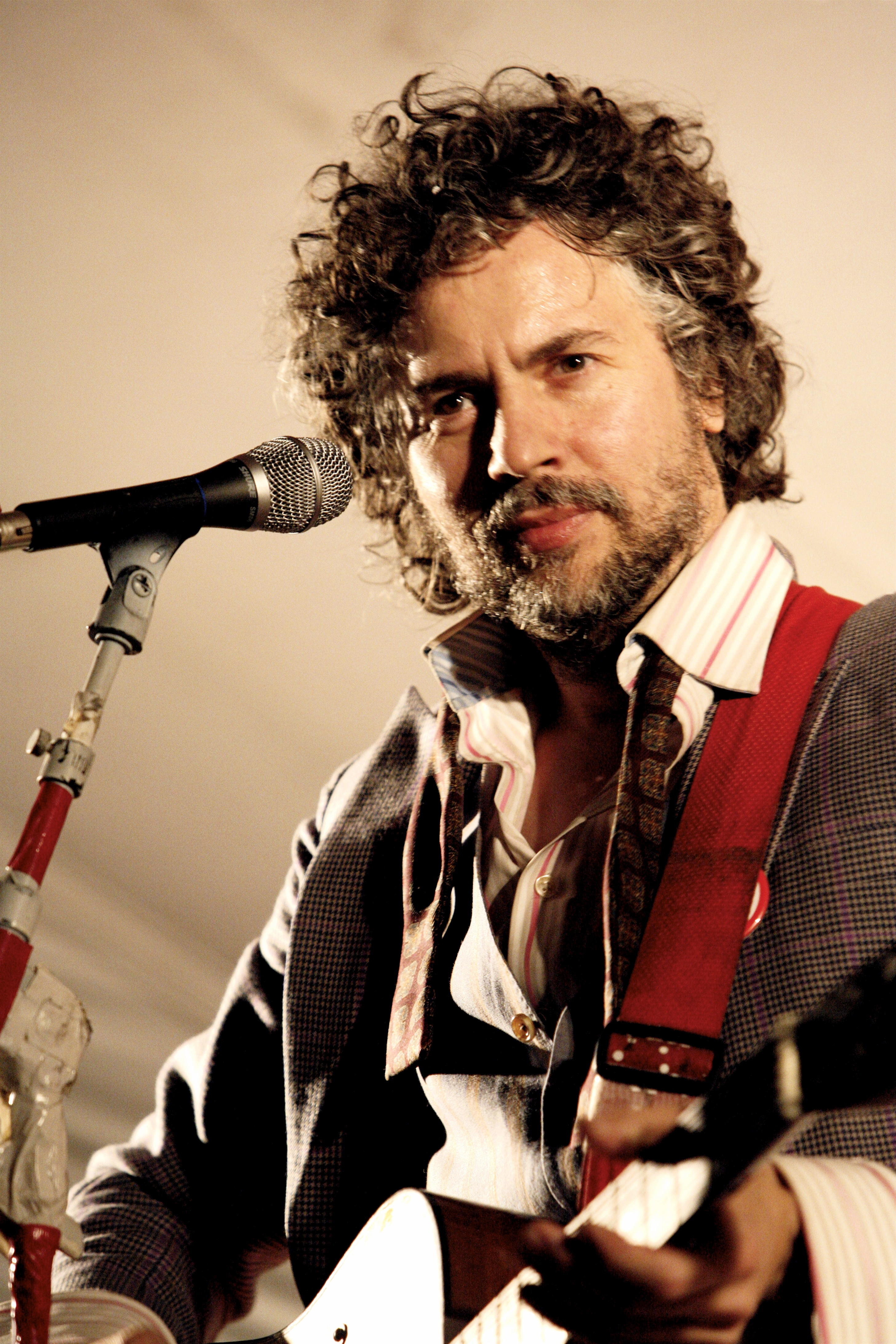
Wayne Coyne, amigo de la cantante y líder de The Flaming Lips

### Composición y grabación
En las primeras etapas de concepción, Cyrus caracteriza Miley Cyrus & Her Dead Petz como «un poco psicodélico, pero aún en ese mundo pop». Mike Will Made It más tarde describió la producción del álbum como «como una Lana Del Rey country respaldado por un coro, excepto que Miley está vertiendo su corazón.» Gracias a la revista Elle, donde Cyrus protagonizó la portada con entrevista incluida, se supo que la composición de la gran mayoría de los temas que componen este proyecto experimental de la cantante fue realizada durante el transcurro de la gira mundial Bangerz Tour de 2014. La grabación de las 23 canciones que componen este álbum experimental de Cyrus y Flaming Lips fue realizada casi en su totalidad en la propia casa de la cantante, en un pequeño estudio que Cyrus instaló en su garaje para poder realizar la música que quisiese y cuando quisiese. El producto final es un álbum experimental que cuenta con estilos de pop psicodélico, rock psicodélico, pop alternativo, synthpop, el arte pop y el rock espacial.

### Lanzamiento y concepto
En los MTV Video Music Awards de 2014, donde se convirtió en la artista más joven en ganar en la categoría al Vídeo del Año, Cyrus comentó que su nuevo álbum, en aquel momento aún sin título, «podría llevarme cinco años» para finalizar, y explicó que «sólo voy a trabajar en él hasta que esté hecho». Ella, además, comentó que el disco es «acerca de la música [y es] No se trata de twerking».  En enero de 2015, sin embargo, Cyrus expresó sus intenciones «para conseguir acabar esto lo antes posible», y agregó que ella estaba trabajando en el proyecto casi todos los días.
Mientras que Bangerz costo «un par de millones de dólares" para completarlo», este nuevo proyecto más o menos $50.000; ella comentó que su sello discográfico RCA Records no había escuchado el producto final hasta que ella mismo lo terminó. El proyecto formó parte de su contrato de grabación multi-disco con la discográfica, aunque desde la cisquera se declaró que «Miley Cyrus sigue siendo un artista innovador. Ella tiene un fuerte punto de vista con respecto a su arte y expresó su deseo de compartir este cuerpo de trabajar con sus fanes directamente. RCA Records se complace en apoyar la visión musical única de Miley». 

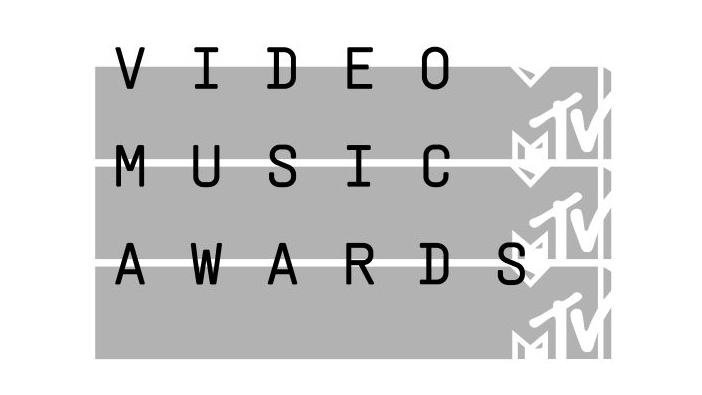
Cyrus utilizó su conducción en los VMAs 2015 como plataforma para anunciar el lanzamiento de su álbum gratuito.

En mayo de 2015 se publicó, gracias a la revista Billboard, que Cyrus conjuntamente con la banda The Flaming Lips, que ya habían colaborado anteriormente, estaban preparando un álbum con siete canciones estilo punk-rock que escribieron y grabaron juntos en el último año en Los Ángeles. En la entrevista concedida por Wayne Coyne a la revista estadounidense afirma que el EP está influido por el estilo rock psicodélico que tanto lo caracteriza a él y a su banda, asimismo, Pink Floyd y Portishead fueron una gran influencia para el proyecto. Cyrus mencionó por primera vez la posibilidad de liberar un álbum de forma gratuita durante una entrevista con Marie Claire en agosto de 2015, con su mánager y agregó que Cyrus estaba «dispuesta a hacerlo ella misma fuera de la etiqueta» si RCA Records no lo quisiese cooperar con el plan. Ese mes, surgieron informaciones de que Cyrus estaba trabajando en dos álbumes simultáneamente, y se inclinaba hacia la liberación de su proyecto de colaboración con The Flaming Lips de forma gratuita. Desde la discográfica y Adam Leber, mánager de Cyrus, afirman a la revista que «No es un álbum de Miley (...) Es un proyecto en el que está trabajando con los Flaming Lips. Es increíble, increíble, la gente sólo tiene que entender que no es un proyecto típico de Miley. No queremos que haya confusión en el mercado». Asimismo el director ejecutivo de la RCA, Peter Edge, se negó a comentar sobre el lanzamiento del EP con Flaming Lips, pero confirmó a Billboard que «sin duda Miley esta con RCA (...) tenemos una gran relación y no hay ningún desacuerdo».
Después de interpretar por sorpresa la primera pista de este álbum, «Dooo It!», junto con un gran despliegue artístico acompañada de 30 transformistas, como el número de cierre en los MTV Video Music Awards de 2015 que ella misma presentaba como anfitriona de la gala, Cyrus anunció que Miley Cyrus & Her Dead Petz se encontraba disponible de forma gratuita mediante streaming. Un vídeo musical de «Dooo It!» fue lanzado después de su debut en vivo en la entrega de premios antes mencionada, que contó con una escena similar a la representada en la portada del álbum.

## Recepción de la crítica
Miley Cyrus & Her Dead Petz ha recibido comentarios mayormente positivos por parte de la crítica. Basándose en 18 críticas profesionales, el sitio web Metacritic registró un total de 60 puntos sobre 100, 1 punto por debajo que su anterior trabajo Bangerz (2013).
Desde la revista Billboard realizaron una crítica musical poco después de la publicación de este álbum experimental. Desde la publicación afirman que publicar álbumes de forma gratuita o por sorpresa no es algo nuevo, Beyonce o Drake ya lo hicieron en el pasado con sus anteriores trabajos, aunque en este caso, supone un giro en la carrera de Cyrus puesto que en este nuevo trabajo la cantante abandona por completo el estilo musical más pop para adentrase en un experimento. Asimismo afirman que este álbum «es un proyecto de pasión, no un proyecto emergente; este es un desnudo frontal Cyrus». Continúan diciendo: «Ciertamente, algunas cosas en el álbum son inaudibles (...) Pero Cyrus es muy hábil como artista al no poner un poco de la belleza en esta locura con cambios a un territorio reflexivo cuando menos se espera». Destacan canciones como «Karen Don't Be Sad» que la califican como una gran balada producida por Coyne y destacan la «causal» participación de Mike Will Made It en el proyecto. La música de este álbum muestra a «Cyrus cantar, que muestra uno de los coros de álbumes más sentidas antes de pasar por más reflexiones largas sobre el amor y otras drogas». La crítica finaliza diciendo que después del gran éxito cosechado con su anterior trabajo, «Lo más probable, Miley volverá al gran mundo de la música pop y salir de gira otra vez, pero la música de esta desviación es muy similar a Miley: desordenado, imperfecta, provocativo y entretenido. Esta es su fiesta: se puede hacer lo que Miley Cyrus & Her Dead Petz hace, no es exactamente una invitación para los partidos, pero Cyrus permitirá a los aficionados entrar por la puerta trasera y brillar.»
Desde la revista Time afirman que este nuevo álbum muestra a una Cyrus que nunca se había mostrado antes, dice: «estas 23 pistas son para iluminar y reflexionar sobre el universo, si no están a punto de caer en esas actividades de forma explícita (...) Las propias canciones empujan su voz profunda en la mezcla detrás de guitarras difusas y teclados etéreos con el vocalista de Flaming Lips, Wayne Coyne, quien presta su toque psicodélico a varias canciones». «Dead Petz es una colección de prisas, un aerógrafo stoner-pop; no es un álbum de Miley Cyrus convencional, y que en realidad no puede ser juzgado como uno. (...) Cuando Cyrus regrese a la tierra, ella demostrará ser un artista cautivante». Además de esto, alaban la calidad vocal de Cyrus, que consigue expresar el dolor con que se escribieron las canciones. La crítica finaliza diciendo: «Cyrus hace el equivalente musical de pivotar lejos de la mirada de las cámaras en busca de algo más satisfactorio. Las canciones pueden no satisfacer a los oyentes de la misma manera, pero el proceso detrás de ellos es fascinante de ver. Incluso cuando Cyrus no reclama nuestra atención, se las arregla para mantenerla de todos modos».

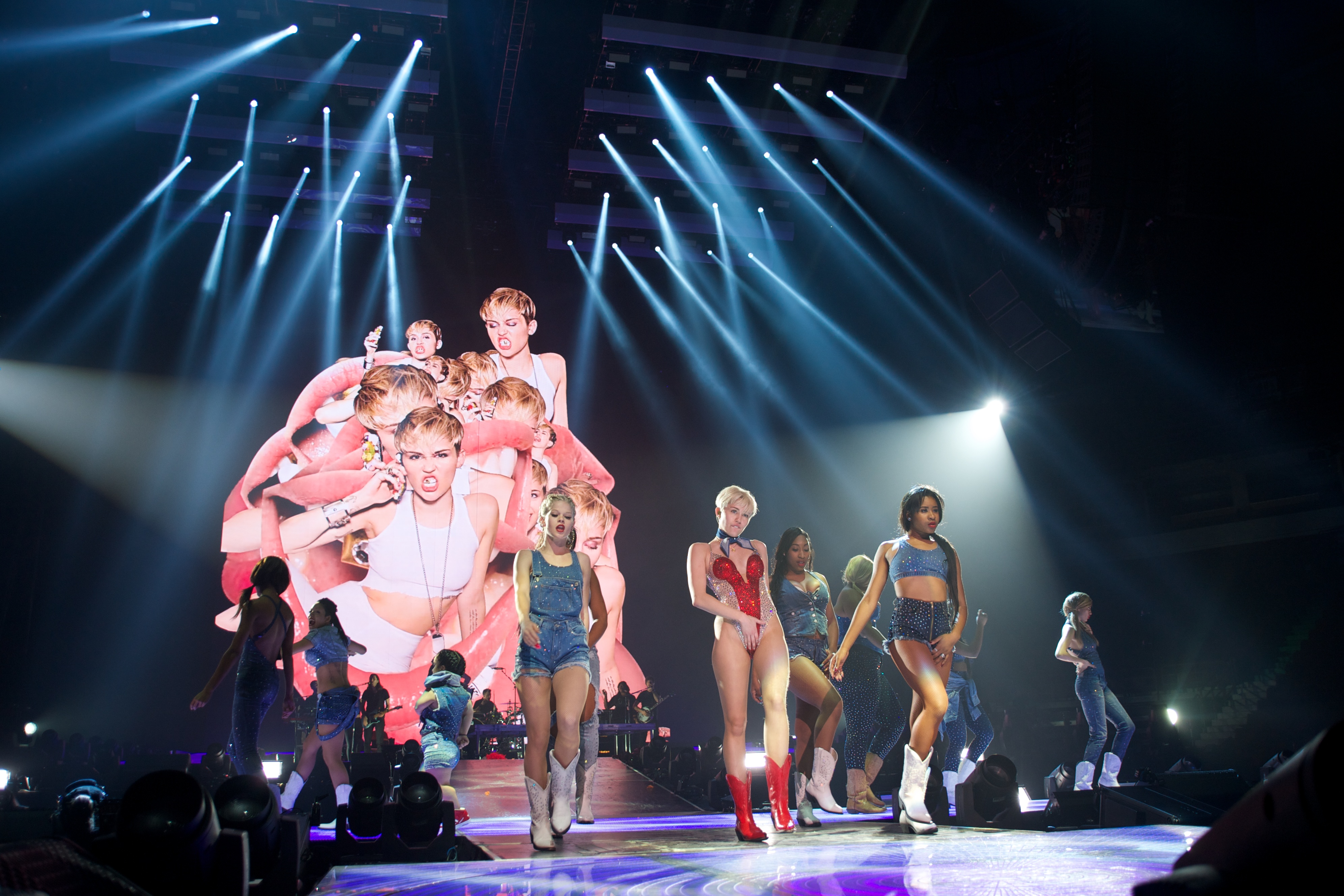
El álbum fue grabado mientras Cyrus realizaba la gira Bangerz Tour.

Desde The Guardian elogiaron la valentía de Cyrus por publicar un álbum experimental si tenemos en cuenta que se trata de una cantante vinculada al mundo de la música pop, a diferencia de otros artistas que también tuvieron sus inicios en Disney o Nickelodeon, como Ariana Grande, Demi Lovato o Selena Gomez, y es que afirman «a Cyrus le ha sido otorgado el privilegio de colaborar con productores y músicos que la dejaron hacer lo que quiere». Así, continua diciendo que quizás «Puede que no tenga la paciencia para dejar de lado una hora y media de Cyrus cantando sobre sus últimos gancho-ups, amantes y perro muerto y un pez globo (...) Pero hay una dulzura a su ingenuidad. Después de una infancia vivida en el centro de atención, Dead Petz se siente como la primera vez en que Cyrus ha dejado que verdaderamente la guardia en la canción. Ella domina su voz, cantando a todo pulmón hacia fuera en cerca del centelleo de una canción o dejar que se agrieta con la emoción.» Asimismo, en un artículo publicado en septiembre por The Guardian, la canción «Lighter» fue calificada como una de las 10 mejores de la discografía de la cantante. Desde el también británico NME volvieron a elogiar capacidad de la cantante por imponer sus propias reglas e ideales artísticos, como el hecho de haber podido publicar el álbum de forma gratuita teniendo en cuenta que se trata de una «estrella que domina las listas». La crítica continua diciendo: «Pero lo que es verdaderamente audaz de Miley Cyrus & Her Dead Petz es la música en sí. (...) Con la producción ejecutiva de Cyrus, este disco loco hace que no importa a la radio: es un salto psicodélico alimentada por la marihuana en un agujero de conejo inspirada en el vínculo creativo entre Cyrus y Wayne Coyne de los Flaming Lips (...) El resultado es tan escalofriante y sin filtro como Cyrus (...) no suena como un intento artificial para la credibilidad (...)  el álbum suena como un gran avance maravillosamente inesperado». Finalmente alegan que: «Miley Cyrus & Her Dead Petz es sin duda el disco más extraño hecho por una importante estrella del pop en los últimos tiempos, pero más impresionante, es también algo esencial para oír».
En una crítica publicada en Entertainment Weekly afirman que el disco «es ciertamente Cyrus en su más extraña y más directa forma. Es también un refuerzo, un álbum de aventureros que empuja los bordes exteriores de la sensibilidad pop, sin perder nunca de vista la radio de preparación». También afirma que «la influencia de Coyne es mayor en la primera mitad del álbum, que cuenta con una buena dosis de guitarras calientes de los labios y el enfoque singularmente inquietante melodía la apertura doble golpe del monolito difusa «Dooo It!» y «Karen Don’t Be Sad» la balada nebulosa», la cual es comparada con los trabajos de Flaming Lips de forma positiva. También se destaca el trabajo realizado por Mike Will, que a pesar de haber colaborado en menos canciones, aseguran que su trabajo es excepcional dentro del conjunto del álbum. Finaliza afirmando: «Dead Petz es un logro notable porque Cyrus parece haber captado todo su potencial a la vez (...) Dead Petz ofrece una mirada sin censura en identificación de Miley Cyrus y es una destilación del alma de un artista que es a la vez rara y maravillosa, entregado tan fácilmente fuera de la manga que en ocasiones puede sonar casual. Pero siempre hay un método riguroso a su despreocupada locura o, como ella canta en el piano balada álbum de cierre intoxicante «The Twinkle Song», "Tuve un sueño que no me importa una mierda, pero me importa un carajo"». Desde la revista Forbes halagan el nuevo trabajo de la cantante, que aunque sea algo completamente diferente a lo que una cantante pop haría, «este proyecto libre de estilo mixtape es exactamente lo que necesitaba». Asimismo, recalcan positivamente el hecho de haber lanzado el álbum de forma gratuita y de forma totalmente independiente sin las exigencias que la casa discográfica de Cyrus podría haber realizado.
Desde la revista Rolling Stone describieron el álbum como «un viaje psicodélico sobre el sexo, las drogas y sus mascotas fallecidas, en su mayoría creados en colaboración con los Wayne Coyne de los Flaming Lips». La crítica continua destacando la calidad vocal de la cantante en canciones como «Something About Space Dude», «Milky Milky Milk», «Cyrus Skies» y «Slab of Butter (Scorpion)», como su producción y las colaboraciones de  Big Sean, Ariel Pink y productor Mike Will, dando una calificación de 3,5 sobre 5. En un artículo para la edición española de la revista Vanity Fair, David Codina describe este proyecto como «un disco bizarro y magnético que no encajaba en lo que la industria entiende como un lanzamiento tradicional. Un triunfo a nivel personal y un viaje totalmente gratuito a una de las personalidades más fascinantes del pop actual. De alguien que representa a todas esas mujeres rebeldes que no querían ser perfectas, sino ser ellas mismas».
En octubre de 2015 el cantante John Mayer elogio el álbum, afirmando ser «una obra maestra de un genio (...) es increíble».
En una crítica negativa de Los Angeles Times, se afirma: «Este álbum no es muy bueno,y lo que lo hace aún peor, es que es por Miley Cyrus». Según Mikael Wood, «atrás han quedado los viejos médicos de canciones pop de fábrica y sus estribillos bien elaborados», criticando el trabajo de Wayne Coyne, quien dice, su grupo está fracasado. Así, extraña el sonido que la cantante público con Bangerz, dando comentarios positivos para Mike Will quien afirma, es de lo poco aceptable el álbum, así como la independencia de Cyrus ante su discográfica, y es que dice: «ella ganó su batalla para definirse a sí misma. Y eso es un hecho alentador para cualquier artista». Desde el New York Times también realizaron una crítica negativa, diciendo que: «Miley Cyrus & Her Dead Petz es largo y flojo, que se extiende a muchas de sus 23 canciones sin ideas escasas, y pone la fe en bruto en lo raro o la nonvarnished, como si hubiera descubierto hace poco esos conceptos. (...) Es barato, chocando, contundente, una especie de acto de psicodelia outsider-cabaret lleno de incongruencias. Es su peor trabajo».

### Listas de fin de año
| Publicación          | Lista                          | Posición | Ref.   |
| -------------------- | ------------------------------ | -------- | ------ |
| Awards Watch         | 20 Mejores álbumes de 2015     | 6        | [ 40 ] |
| Entertainment Weekly | Los 40 mejores álbumes de 2015 | 10       | [ 41 ] |
| Discogs              | Mejores álbumes de 2015        | 11       | [ 42 ] |
| CochinoPop           | Los 40 mejores discos de 2015  | 20       | [ 43 ] |
| PopJustice           | Los 33 mejores discos de 2015  | 24       | [ 44 ] |
| Time Out London      | 50 mejores álbumes de 2015     | 25       | [ 45 ] |
| NME                  | Los 50 mejores álbumes de 2015 | 42       | [ 46 ] |
| Variance             | 50 mejores álbumes de 2015     | 50       | [ 47 ] |
| Crack                | Mejores álbumes de 2015        | 100      | [ 48 ] |

En diciembre de 2015 la revista británica NME incluyó el álbum en su lista anual de los mejores álbumes del año, posicionando el proyecto experimental de Cyrus en el número 42. En una breve reseña apuntan que: «Miley Cyrus & Her Dead Petz es sin duda el disco más extraño hecho por una estrella del pop masiva en la historia reciente, pero lo más impresionante, es que también es un elemento esencial de escuchar». Poco después, la revista estadounidense Entertainment Weekly también incluyó este disco en su lista anual de los mejores álbumes, siendo incluido Miley Cyrus & Her Dead Petz en la décima posición. Según el medio, se trata del «álbum más WTF del año [...] Por supuesto, Dead Petz es a veces un tren fuera de control cómico glorioso [...] Sin embargo, hay momentos de verdadera trascendencia del pop psicodélico. La señorita Miley ofrece una vista sin censura de su extraño mundo salvaje. La música necesita más personas valientes que toman riesgos como ella». Desde el portal PopJustice también incluyeron el álbum en su lista anual. El 27 de diciembre desde The Inquisitr nombraron a Miley Cyrus & Her Dead Petz como «el Mejor álbum Pop del Año». Según el extenso artículo publicado, «Miley optó por tomar una carrera de una década en la fabricación y hacer algo impensable – hacer un álbum desafiante que ignoró la audiencia principal [...] es un grito para ser tomado en serio como artista. Sus canciones son un impulso para ser creativa y expresiva [...] Mientras que algunos han dicho que ella tiró lo que ella construyó en 2013, Miley no podría haber elegido un mejor momento para tomar este duro giro: ella es lista y llanamente demasiado grande para caer en este momento». Así, alaba la «vulnerabilidad» y la calidad vocal de Cyrus que se expresa las diversas canciones, aunque destaca que para algunos puede resultar aburrido y demasiado largo. Los portales Awards Watch y CochinoPop también colocaron el álbum en su lista anual, situándolo en la sexta y vigésima posición, respectivamente. El crítico Tandem del portal de música Discogs ubicó al álbum en el puesto once en la lista «Mejores álbumes de 2015».

## Reacciones
Dan Weiss de Spin encontró como el aspecto más interesante de Miley Cyrus & Her Dead Petz, la voluntad de RCA Records para que Cyrus pueda liberar el material fuera de su contrato de grabación; señaló que «antes de la era del disco lanzado por sorpresa, las compañías discográficas se negarían a liberar un registro poco comercial, o dejar que se ahogue a muerte sin promoción». Weiss sugirió que RCA Records apoyaron la estrategia de lanzamiento de la cantante después de determinar que ninguno de los materiales «valía la pena luchar Big Miley LLC terminado». Chris DeVille de Stereogum, sin embargo, comentó que «después de un segundo año consecutivo salpicado por álbumes sorpresa, desde Drake a Death Grips y Miley Cyrus con los Flaming Lips» siguientes al quinto álbum de estudio homónimo de Beyoncé en 2013, la práctica se corre el riesgo de convertirse en «la práctica estándar». Puso en duda la legitimidad de la palabra «sorpresa» cuando la existencia de dichos proyectos habían sido fuertemente discutido y especulado acerca de los medios de comunicación antes de sus fechas de estreno finales.
Escribiendo en nombre de The New York Times, Joe Coscarelli opinó que dada la duración de su carrera y el éxito que ha logrado hasta el momento, Cyrus ha ganado el privilegio de «debutar diferente, decididamente con una versión no comercial de sí misma con este registro», y sintió que «su actuación, post-Disney, de "todo vale" es más que una estrategia de venta, lo abarca a la estética y estilo de vida». John Mayer elogiaron el expediente como «una obra maestra del genio golpe» en su cuenta de Twitter en octubre de 2015, y aplaudió la demostración de Cyrus que «se puede ser un artista de un año y el siguiente descubren algo de luz loca dentro de ti mismo y brillar en todas partes». Elton John más tarde elogió a Cyrus por su colaboración poco ortodoxo con The Flaming Lips, sintió fue el «calor del momento, sin cosas "leftfield" [...] que habría sucedido durante los años 60, es brillante».

## Promoción

### Interpretaciones en vivo
Cyrus estuvo trabajando en este proyecto desde inicios del 2014, desde aquel momento la cantante fue mostrando pequeñas muestras de su nuevo trabajo en vivo. Así, interpretó algunas canciones en directo a lo largo de los meses hasta su publicación por sorpresa en agosto de 2015. El 3 de diciembre de 2014, Cyrus actuó en el festival de arte moderno-contemporáneo Art Basel en su edición de Miami, en donde interpretó por primera vez «Twinkle Song», una canción escrita y producida por ella misma. Según la cantante, la balada al piano surgió a raíz de unos sueños que tuvo la artista, donde el gato fallecido de un amigo se le aparecía. El 13 de mayo de 2015, Cyrus actuó en el concierto benéfico "No Adult Swim Party" en Nueva York, en donde interpretó «Tiger Dreams» junto a otras canciones de su álbum Bangerz de 2013 y algunos covers de Led Zeppelin o Johnny Cash. El 30 de agosto de 2015 se celebró la gala de los MTV Video Music Awards 2015, en los cuales Cyrus fue la anfitriona. Para cerrar la ceremonia, Cyrus realizó una actuación sorpresa de su nueva canción «Dooo It!» acompañada de 30 Drag Queens con un estilismo psicodélico, después de que los miembros de su fundación Happy Hippie la presentasen haciendo un mensaje de libertad y aceptación. Desde MTV elogiaron la actuación realizada por Cyrus, diciendo que la puesta en escena va más allá que llamar la atención, dicen que el uso de los transformistas y la letra de la canción es un llamamiento a la libertad de expresión, y es que «tenía significado e intención». Desde la revista Time alabaron tanto la actuación de la cantante como la acción de publicar su nuevo trabajo de forma gratuita, catalogando este momento como el más relevante de la noche, y es que aseguran «Una vez más, la cantante está obligando a la cultura para ponerse al día con ella».
El 3 de octubre la cantante ejerció de anfitriona e invitada musical en el programa de televisión Saturday Night Live, interpretando en vivo las canciones «The Twinkle Song» al piano y «Karen Don't Be Sad». Ambas actuaciones contaron con extravagantes vestuarios y la participación de la banda Flaming Lips en directo. El 11 de octubre, la banda The Flaming Lips, sin la presencia de Cyrus, interpretó «Karen Don't Be Sad» y «Tiger Dreams» en el club The Observatory en Santa Ana, California. En la noche del Día Mundial de la Lucha contra el Sida, Cyrus participó en el evento solidario organizado por la fundación RED en Nueva York, siendo una de las invitadas musicales de la noche en el Carnegie Hall, interpretando las canciones «Evil is But a Shadow», «1 Sun» y «Pablow The Blowfish» del disco, además de la canción inédita «Right Here» que es dedicada a un amigo de Cyrus que falleció de SIDA, acompañada de una orquesta. Esta última canción pasó a formar parte de su sexto álbum de estudio Younger Now (2017), pero con un cambio en el título, pasando a llamarse «Miss You So Much». El 29 de septiembre de 2017, con motivo de la celebración del lanzamiento del sexto álbum de estudio de Cyrus, Younger Now, la cantante realizó una transmisión en directo a través de Instagram en donde conversó con sus fanáticos sobre el disco e interpretó algunas canciones del mismo, así como también antiguos éxitos, entre ellos la canción «Space Boots» la cual había sido interpretada por última vez en diciembre de 2015.

### Videos musicales
Para la promoción de Miley Cyrus & Her Dead Petz se publicaron tres videos musicales, siendo la canción «Dooo It!» la primera en ser escogida para ello. Este tema, de género experimental y Trap, fue la primera canción que se escuchó de las 23 que componen este proyecto, debido a la presentación sorpresa de la cantante en el cierre de los MTV VMA de 2015 que ella misma presentaba. Un vídeo musical de esta canción fue estrenado mediante la cuenta YouTube de la cantante que no se encuentra vinculada a Vevo. El vídeo básicamente es un primer plano de Cyrus lamiendo líquidos brillantes y purpurina en su boca y vertiendo sustancias en su rostro. Erin Strecker desde Billboard dijo del vídeo: «Es asqueroso, intrigante, espectáculo artístico y puede hacer que usted desea asumir la elaboración». El 21 de noviembre se estrenó de forma oficial el segundo video musical para el álbum, de la canción «Lighter». Se trató de una grabación sencilla de la cantante sobre la que se proyectan imágenes coloridas a base de efectos logrados con caleidoscopio. El 11 de diciembre se estrenó el tercer y último video musical del proyecto, siendo escogida la canción «BB Talk» para ello. En el mismo, se puede ver a la cantante disfrazada de bebé, fue estrenado mundialmente ese mismo día en MTV.

### Gira musical
El 2 de octubre de 2015, aprovechando la visita al programa de Jimmy Fallon The Tonight Show, Cyrus anunció su intención de realizar una gira junto con The Flaming Lips a finales de ese mismo año. El 3 de octubre fue anunciada de forma oficial la gira que la cantante realizaría con la banda psicodélica. El anuncio fue realizado después de la emisión del programa de televisión Saturday Night Live, donde ejerció de anfitriona e invitada musical. La gira, denominada Miley Cyrus & Her Dead Petz Tour, constara únicamente de ocho fechas en América del Norte por pequeños teatros y locales entre noviembre y diciembre de 2015.

## Impacto
El sorprendente lanzamiento de Miley Cyrus & Her Dead Petz provocó reacciones mixtas entre críticos y fanáticos, pero Cyrus fue elogiada por su movimiento en busca de su libertad artística.
Nolan Feeney de Time calificó el proyecto como "uno de los lanzamientos sorpresa más destacados desde que Beyoncé convirtió su nombre en un verbo por primera vez en 2013", y dijo que "es difícil no pensar en su predecesor". La periodista continuó diciendo: "Con su proyecto Dead Petz, Cyrus hace el equivalente musical de alejarse de la mirada de las cámaras en busca de algo más satisfactorio. Puede que las canciones no satisfagan a los oyentes de la misma manera, pero el proceso detrás de ellas es fascinante para reloj. Incluso cuando Cyrus no exige nuestra atención, se las arregla para mantenerla de todos modos".
Horas después de su lanzamiento, Eric Renner Brown y Madison Vain de Entertainment Weekly escribieron un artículo en el que encontraron los "11 momentos más escandalosos en las 23 pistas del álbum" por sus reacciones inmediatas. En la reseña de la publicación, Kyle Anderson dijo que "Dead Petz es un logro notable porque Cyrus parece haber captado todo su potencial a la vez: hay bombas de azúcar listas para el Hot 100, desviaciones psicodélicas, rock duro y pop alternativo palpitante que inmediatamente hace que el otro mejor disco pop del año (el excelente Emotion de Carly Rae Jepsen) suene alarmantemente obsoleto". Al revisar el álbum para NME, Nick Levine señaló que "sin duda es el álbum más extraño hecho por una gran estrella del pop en la memoria reciente, pero lo que es más impresionante, también es una escucha esencial".
En su reseña para Pitchfork, Meaghan Garvey escribió: "En cierto modo, Dead Petz es un hito fascinante de la música pop en la era posterior al álbum y posterior al Internet: un gran álbum pop que aterriza con fuerza y luego se hunde como un ladrillo, tan efímero como la cultura de Tumblr de la que Cyrus se basa. Tal vez ese sea el aspecto más visionario de Dead Petz: se siente como si hubiera sido construido para desintegrarse". Escribiendo para Consequence Of Sound, Sasha Geffen dijo: Si el mundo sigue mirando —y Cyrus se aseguró de que estuvieran mirando— ¿por qué no darles algo que mirar? Dead Petz tiene éxito como espectáculo, incluso si se derrumba bajo el peso de su propia irreverencia". Al comparar el proyecto con su último álbum, Kitty Empire de The Guardian descubrió que "la autograbación de un álbum triste, grosero y drogado en el estudio de su casa con un psicodélico peludo de 54 años presenta una curva bastante más intrigante".

### Revaloración
| "Olvidado tan rápido como llegó, Dead Petz también puede haber predicho el panorama efímero y enérgico de hoy en día después del álbum."—Tatiana Cirisiano de Billboard señala cómo el álbum puede haber influido en la música |

A pesar de ser recibida negativamente por la mayor parte del público y la crítica cuando se estrenó, Miley Cyrus & Her Dead Petz ha ido ganando más reconocimiento con el paso del tiempo. En un artículo para Billboard, Tatiana Cirisiano señaló que al lanzarlo gratis en línea fuera de su contrato de varios álbumes con RCA Records, Cyrus hizo "un movimiento audaz y potencialmente letal para cualquier artista de hoy, y mucho más para una estrella del pop en 2015". El proyecto fue reconocido por "afirmar que las estrellas del pop también deberían tener la libertad de experimentar con cosas únicas, aunque ciertamente pueden usar el modelo de 'era' si les sirve mejor a su arte, no todos los lanzamientos deben connotar el comienzo de un ciclo de álbumes muy promocionado y una personalidad a juego".
Dead Petz ha sido considerado como "un predecesor de la escena pop actual que rompe las reglas y cambia las tradiciones, como Lana Del Rey adelantando un proyecto llamado Norman Fucking Rockwell! con un sencillo que dura casi 10 minutos, Billie Eilish liderando una generación de adolescentes vestidos con ropa de calle con posiblemente el Top 40 pop más oscuro jamás visto, y Ariana Grande lanzando dos álbumes [Sweetener y Thank U, Next] en seis meses con la rapidez y la arrogancia de un rapero de SoundCloud". A lo largo de los años, artistas como Troye Sivan y Anthony Green de Circa Survive han utilizado las redes sociales para elogiar el proyecto calificándolo como "adelantado a su tiempo". El 16 de diciembre de 2021, durante una entrevista con Lucas Gage para su podcast Best Song Ever, Charli XCX calificó el álbum de "icónico" y dijo que Cyrus demostró con él que es una "jodida jefa".

## Lista de canciones
| Miley Cyrus & Her Dead Petz |                                                 |                                                   | |          |  |
| N.º                         | Título                                          | Escritor(es)                                      | Productor(es) | Duración |  |
| 1.                          | «Dooo It!»                                      | Miley Cyrus Wayne Coyne Steven Drozd Dennis Coyne | Cyrus The Flaming Lips D. Coyne [ a ] Dave Fridmann [ a ]                                                                | 3:38     |  |
| 2.                          | «Karen Don't Be Sad»                            | Cyrus W. Coyne Drozd                              | Cyrus The Flaming Lips D. Coyne [ a ] Fridmann [ a ]                                                                     | 4:52     |  |
| 3.                          | «The Floyd Song (Sunrise)»                      | Cyrus Drozd W. Coyne D. Coyne                     | Cyrus The Flaming Lips D. Coyne [ a ] Fridmann [ a ]                                                                     | 5:16     |  |
| 4.                          | «Something About Space Dude»                    | Cyrus W. Coyne Derek Brown Drozd D. Coyne         | Cyrus The Flaming Lips D. Coyne [ a ] Fridmann [ a ]                                                                     | 3:28     |  |
| 5.                          | «Space Bootz»                                   | Cyrus                                             | Oren Yoel Cyrus [ b ] | 4:39     |  |
| 6.                          | «Fucking Fucked Up»                             | Cyrus D. Coyne                                    | Cyrus The Flaming Lips D. Coyne [ a ] Fridmann [ a ]                                                                     | 0:50     |  |
| 7.                          | «BB Talk»                                       | Cyrus                                             | Yoel The Flaming Lips [ b ] Cyrus [ b ]                                                                                  | 4:32     |  |
| 8.                          | «Fweaky»                                        | Cyrus                                             | Mike Will Made It A+ [ c ]                                                                                               | 3:47     |  |
| 9.                          | «Bang Me Box»                                   | Cyrus                                             | Mike Will Made It Resource [ c ]                                                                                         | 3:41     |  |
| 10.                         | «Milky Milky Milk»                              | Cyrus W. Coyne Drozd D. Coyne                     | Cyrus The Flaming Lips D. Coyne [ a ] Fridmann [ a ]                                                                     | 4:47     |  |
| 11.                         | «Slab of Butter (Scorpion)» (con Sarah Barthel) | Cyrus W. Coyne Drozd D. Coyne                     | Mike Will Made It Cyrus The Flaming Lips Ryder Ripps [ c ] Jon Baken [ c ] Josh Knapp [ c ] Fridmann [ a ] Barthel [ a ] | 5:01     |  |
| 12.                         | «I'm So Drunk»                                  | Cyrus                                             | Cyrus The Flaming Lips D. Coyne [ a ] Fridmann [ a ]                                                                     | 0:46     |  |
| 13.                         | «I Forgive Yiew»                                | Cyrus Sam Hook                                    | Mike Will Made It Ripps [ c ] Baken [ c ] Knapp [ c ]                                                                    | 3:14     |  |
| 14.                         | «I Get So Scared»                               | Cyrus                                             | Yoel | 3:53     |  |
| 15.                         | «Lighter»                                       | Cyrus                                             | Mike Will Made It A+ [ c ]                                                                                               | 5:19     |  |
| 16.                         | «Tangerine» (con Big Sean)                      | Cyrus Drozd W. Coyne D. Coyne Big Sean            | Cyrus The Flaming Lips                                                                                                   | 5:05     |  |
| 17.                         | «Tiger Dreams» (con Ariel Pink)                 | Cyrus Drozd W. Coyne                              | Cyrus The Flaming Lip D. Coyne [ a ] Fridmann [ a ]                                                                      | 5:52     |  |
| 18.                         | «Evil is but a Shadow»                          | Cyrus W. Coyne Drozd Derek Levi Brown D. Coyne    | Cyrus The Flaming Lips D. Coyne [ a ] Fridmann [ a ]                                                                     | 4:35     |  |
| 19.                         | «Cyrus Skies»                                   | Cyrus Drozd W. Coyne                              | Cyrus The Flaming Lips D. Coyne [ a ] Fridmann [ a ]                                                                     | 5:33     |  |
| 20.                         | «1 Sun»                                         | Cyrus                                             | Yoel | 3:59     |  |
| 21.                         | «Miley Tibetan Bowlzzz»                         | Cyrus Drozd                                       | The Flaming Lips | 2:09     |  |
| 22.                         | «Pablow The Blowfish»                           | Cyrus                                             | Cyrus | 3:30     |  |
| 23.                         | «Twinkle Song»                                  | Cyrus                                             | Cyrus | 3:43     |  |
| 92:06                       |                                                 |                                                   | |          |  |

La primera versión lanzada en SoundCloud tenía a «Cyrus Skies» como la pista 11, así como también «Miley Tibetan Bowlzzz» y «Pablow The Blowfish» estaban intercambiadas. La lista de canciones fue posteriormente actualizada a la de hoy en día.
Notas
1. 1 2 3 4 5 6 7 8 9 10 11 12 13 14 15 16 17 18 19 20 21 22  denota productor adicional.
2. 1 2 3  denota productor vocal.
3. 1 2 3 4 5 6 7 8 9  denota co-productor.

## Premios y nominaciones
Aparte de los reconocimientos dados por diversas revistas, periódicos y medios de comunicación, Miley Cyrus & Her Dead Petz recibió variadas nominaciones en ceremonias de premiación. A continuación se muestra un listado de las candidaturas que obtuvo:  
| Año  | Premiación         | Nominado                                  | Categoría                 | Resultado | Ref.   |
| ---- | ------------------ | ----------------------------------------- | ------------------------- | --------- | ------ |
| 2016 | GLAAD Media Awards | Miley Cyrus - Miley Cyrus & Her Dead Petz | Artista Musical Destacado | Nominada  | [ 84 ] |

## Historial de lanzamientos
| País  | Fecha                | Formato                      | Discográfica         | Ref.   |
| ----- | -------------------- | ---------------------------- | -------------------- | ------ |
| Mundo | 30 de agosto de 2015 | Streaming (SoundCloud)       | Smiley Miley Records | [ 5 ]  |
| Mundo | 10 de abril de 2017  | Descarga digital y streaming | RCA Records          | [ 85 ] |